# 小行星2231
小行星2231（2231 Durrell）是一颗绕太阳运转的小行星，为主小行星带小行星。该小行星于1941年9月21日发现。
該小行星以英國作家勞倫斯·達雷爾命名。

## 轨道参数
小行星2231的轨道半长轴为2.7275761 UA，离心率为0.25。